# Världsmästerskapet i ringette
Världsmästerskapet i ringette hade premiär 1990.  Vinnaren tilldelas Sam Jacks Trohpy.

## Resultat
| År            | Plats                       | Guld        | Silver     | Brons       |
| ------------- | --------------------------- | ----------- | ---------- | ----------- |
| 1990 Detaljer | Gloucester, Ontario, Kanada | Alberta     | Ontario    | Québec      |
| 1992 Detaljer | Helsingfors, Finland        | Kanada väst | Kanada öst | Finland     |
| 1994 Detaljer | Saint Paul, Minnesota, USA  | Finland     | Kanada öst | Kanada väst |
| 1996 Detaljer | Stockholm, Sverige          | Kanada      | Finland    | USA         |
| 2000 Detaljer | Helsingfors, Finland        | Finland     | Kanada     | USA         |
| 2002 Detaljer | Edmonton, Alberta, Kanada   | Kanada      | Finland    | USA         |
| 2004 Detaljer | Stockholm, Sverige          | Finland     | Kanada     | USA         |
| 2007 Detaljer | Ottawa, Ontario, Kanada     | Finland     | Kanada     | Sverige     |
| 2010 Detaljer | Tammerfors, Finland         | Finland     | Kanada     | USA         |
| 2013 Detaljer | North Bay, Ontario, Kanada  | Finland     | Kanada     | USA         |
| 2016 Detaljer | Helsingfors, Finland        | Finland     | Kanada     | Sverige     |